# Anna Thalbach

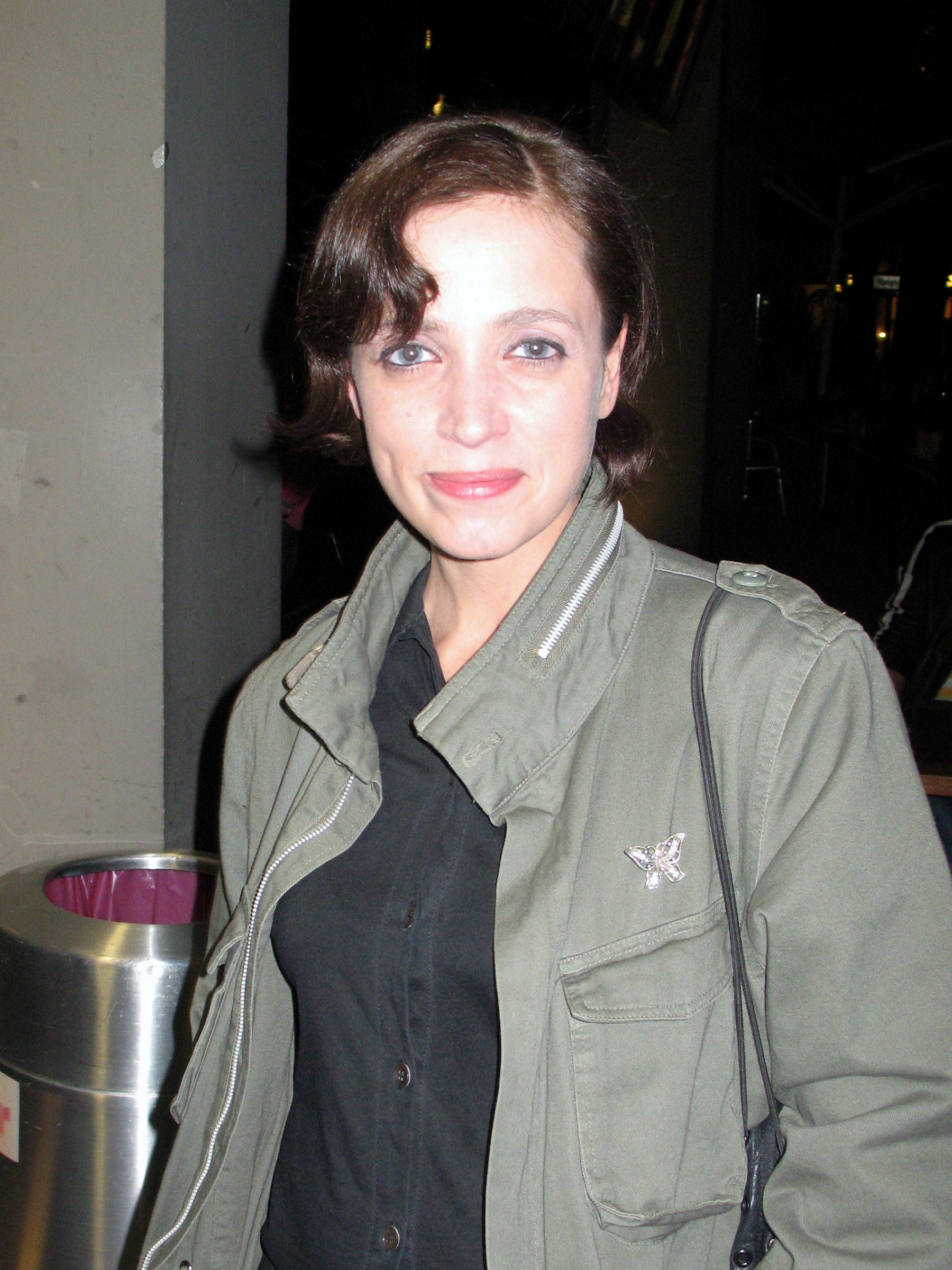
Anna Thalbach na estréia do filme Esperanza, em Berlim, em 26 de Maio 2008

Anna Thalbach nascida como Anna Maria Joachim (1 de junho de 1973 em Berlim) é uma atriz alemã.
Anna Thalbach nasceu em 1973, em Berlim Oriental, numa família teatral. Sua mãe é a atriz Katharina Thalbach seu padrasto é o autor Thomas Brasch, os seus avós maternos são a atriz Sabine Thalbach e o diretor Benno Besson. Seu pai biológico é o ator Vladimir Weigl.
Em dezembro de 2006 ela apareceu nas manchetes de alguns tablóides por ter processado um antigo inquilino que destruiu seu apartamento e causou prejuízo estimado em 23.000 euros.
Em 2008, Anna Thalbach foi escolhida como melhor intérprete por sua leitura do romance "Paint It Black".